# Lever Glacier
Lever Glacier är en glaciär i Antarktis. Den ligger i Västantarktis. Argentina, Chile och Storbritannien gör anspråk på området. Lever Glacier ligger 258 meter över havet.
Terrängen runt Lever Glacier är kuperad åt nordväst, men åt sydost är den bergig. Lever Glacier ligger nere i en dal. Trakten är obefolkad. Det finns inga samhällen i närheten. 